# Causses e Cevenas
Causses e Cevenas são duas zonas montanhosas situadas ao sul do Maciço Central, na França, enquadradas e protegidas no Parque Natural Regional de Grands Causses e no Parque Nacional de Cevennas. Ambos territórios foram agrupados sob a mesma inscrição como Patrimônio Mundial da UNESCO como "Causses e Cevenas, Paisagem Cultural Agro-pastorícia Mediterrânica", desde 2011. Causses e Cevenas, que ocupam 3 000 km², encontram-se situados em 4 departamentos francesas (Aveyron, Gard, Hérault e Lozère) onde a exploração agropecuária, especialmente de rebanhos ovino e bovino, base para a produção de queijos como  o pélardon ou o Roquefort e a lã, são fundamentais e essenciais no desenvolvimento biofísico e cultural da região.